# Francis Goya
Francis Goya (születési nevén: François Edouard Weyer; Liège, 1946. május 16. –) belga romantikus gitárművész, producer.

## Élete
Zenészcsaládba született. 12 éves korában kezdett gitározni. 16 évesen fivérével megalakította első zenekarát, a Les Jivarost. 1966-ban keletkezett a The Liberty Six és a Ça plane pour moi című dal, amely világszerte sikert aratott. 1970-ben Goyát meghívta a JJ Band, amellyel két albumot is készítettek. A JJ Bandnek köszönhetően Goya részt vett egy európai és egy afrikai turnén.
Különböző stílusok előadóival játszott együtt, így például Demis Roussosszal, The Three Degreesszel, Vicky Leandrosszal.

## Pályafutása
Már első szólólemeze, a Nostalgia nemzetközi sikert ért el Belgiumban, Hollandiában, Németországban, Norvégiában és Brazíliában. Mintegy ötven albumot jelentetett meg, amelyek közül sok elérte az arany- vagy a platinalemez státuszt. 1975-ben vette föl a Goya művésznevet.

## Lemezeiből
- The Romantic Guitar of Francis Goya
- Grand Collection
- Kesäunelmia
- Summernight Moods
- Kochac
- Wings for Life
- A Tribute...
- Pleased to meet you Mr Valgre
- Emotion
- Francis Goya and Friends
  - You Must Love Me (from „Evita”)
  - Don't Cry For Me Argentina (from „Evita”)
  - Elvira Madigan – (Mozart: C-dúr zongoraverseny, második tétel)

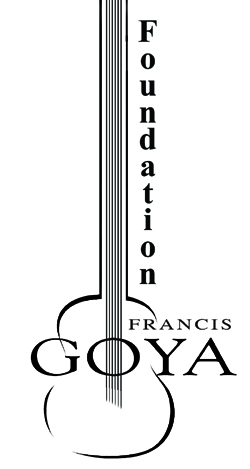

### Kislemezek
- 1975 – Nostalgia/Nautilus
- 1976 – Concierto d'Aranjuez/Lovers melody
- 1976 – Maria Padilha/Daddy's bolero
- 1976 – Caf'Conc' (aka Cafe Concerto)/Tangoya
- 1977 – Gipsy Wedding
- 1978 – Argentina/Natasha
- 1978 – Manolita/Natasha
- 1981 – Moscow nights (Moszkvaparti esték)/Song of the Dnyeper